# La torre de Suso
La torre de Suso és una pel·lícula espanyola dirigida per Tom Fernández.
La torre de Suso és una comèdia a vegades una cosa agredolça, però molt divertida i optimista, ambientada en la conca minera asturiana. Una comèdia senzilla, de personatges en la qual destaca l'excel·lent treball dels actors. A més, reflecteix les inquietuds, la societat i els problemes de la conca minera d'Astúries.

## Argument
Condeixo és un asturià que emigra a l'Argentina per a buscar una nova vida. Deu anys després torna a la seva terra, la Conca Minera Asturiana al funeral d'un vell amic, Dalt. La pel·lícula narra el retrobament amb els seus familiars i amics i com Condeixo desitja complir l'últim somni de Dalt. El llargmetratge és un homenatge a l'amistat. I sobretot a l'amistat en unes edats en les quals no tens tan clar per què hauries de continuar sent amic dels teus amics de la infància.

## Repartiment
- Javier Cámara - Cundo
- Gonzalo de Castro - Fernando
- César Vea - Mote
- José Luis Alcobendas - Pablo
- Malena Alterio - Marta
- Emilio Gutiérrez Caba - Tino
- Mariana Cordero - Mercedes
- Fanny Gautier - Rosa
- Alex Amaral - Miguel

## Comentaris
- És la primera pel·lícula de Tomás Fernández. Va ser guionista de la sèrie 7 vidas, d'aquí l'elecció dels 2 actors protagonistes masculins (Javier Cámara i Gonzalo de Castro).
- Va ser rodada als voltants de Mieres, Aller i Castrillón.
- La banda sonora ha estat composta pels germans José Manuel i Javier Tejedor, components del grup de música asturiana "Tejedor". Encara que és la seva primera composició per a cinema, el resultat és una exquisida i emotiva música que acompanya de manera impecable a la història.

## Premis
XXII Premis Goya
| Categoria                   | Persona               | Resultat |
| --------------------------- | --------------------- | -------- |
| Millor director novell      | Tom Fernández         | Candidat |
| Millor actor de repartiment | Emilio Gutiérrez Caba | Candidat |
| Millor actor revelació      | Gonzalo de Castro     | Candidat |